# Auserd
Auserd es una ciudad de la región de Dajla-Río de Oro, al sur del Sahara Occidental ocupado por Marruecos.
En 2014 tenía una población de 5822 personas. No obstante, existen pocas estructuras permanentes en la población, ya que muchos de sus habitantes siguen el estilo de vida nómada beduino de los saharauis, por lo que pasan por la ciudad solo ocasionalmente y viven en tiendas el resto del tiempo.
Auserd es también el nombre de las cuatro wilayas o poblaciones de campos de refugiados de la provincia de Tinduf situados al sur oeste de Argelia.